# Mary Rogers
Mary Rogers Gacitúa (Santiago de Chile, 11 de julio de 1962) es una periodista, escritora, locutora radial y de televisión chilena. También ha incursionado en la composición. Se dio a conocer por sus programas de rock chileno y latinoamericano en Radio Galaxia, desde 1986 en adelante.
Como conductora de televisión, participó en variados programas de televisión chilena, destacando Viña Verano (1993, UCV TV) y Entretenidos (1995-1998, La Red TV).
Desde 2008 se dedica a la escritura, con diversas publicaciones para jóvenes y adultos, destacando La Casa de Kyteler, lanzada en 2020.

## Biografía
Nacida en Santiago de Chile, Mary Rogers estudió en el colegio Santiago College. Su padre fue don Miguel Rogers Cavero, descendiente de ingleses y su madre, doña Aura Gacitúa Jara, hija de inmigrantes españoles. Hija única del segundo matrimonio de su padre y el único de su madre.
En 1981, tras egresar del colegio, fue alumna del escritor José Donoso, en sus primeros acercamientos a la literatura, además de aventurarse en el teatro con la mítica Pury Durante. Finalmente, en 1982 ingresó a estudiar Pedagogía en Inglés en la Pontificia Universidad Católica de Chile, carrera que abandonaría para dedicarse al mundo de las comunicaciones.
Desde 1985, fecha en que hizo su debut en Radio Pocochay FM de Quillota, Mary Rogers dedicó su tiempo al estudio de diversas disciplinas. En 2001 obtuvo el Premio APES 2001 en la categoría Mejor Locutora Femenina.
Realizó cursos de periodismo gracias a una beca del Knight Center y más tarde ingresaría a la Universidad Gabriela Mistral para estudiar Artes y Humanidades. 
En 1997 entró al Taller literario de Pía Barros, en el que participa hasta 1999. Dos años después es finalista del concurso "Cuentos en movimiento". Su primera novela fue publicada nueve años más tarde.

## Radio y televisión
Mary Rogers inició su carrera en los medios nacionales con el programa Top Ninety en Radio Galaxia. A fines de 1986 debutó en solitario con su programa Pianísimo, el cual permaneció al aire hasta 1991, fecha en que la emisora fue vendida a Radio Chilena.
En 1986 debutó en televisión como locutora de continuidad en Chilevisión (entonces Canal 11), luego tuvo varios programas y segmentos en TVN (canal 7). Reemplazó a Rodolfo Roth tras su despido, en los últimos dos capítulos del clásico Magnetoscopio musical (1988) y animó el especial de los Grammy Awards de ese año.
En el verano de 1992, condujo el programa A puerta abierta junto al actor Rolando Valenzuela en La Red y a fines de ese año se mudó a Viña del Mar para trabajar en UCV TV donde animó junto al actor Patricio Achurra, los programas Viña Verano '93 (1992-1993) y Encuentros Cercanos (1993). También condujo Año Nuevo en el Mar (1992-1994) con Roberto Nicolini, Música para todos (1993-1994), Sigamos Juntos (1994) y Contigo en Verano (1995) con el actor Patricio Villanueva durante dos años. En 1994 retomó su carrera radial en la Quinta Región haciendo un programa en UCV Radio, junto con grabar para radios Libra y Nexo de Quillota.
En marzo de 1995 Rogers regresó a vivir a Santiago y volvió a La Red donde se hizo cargo del programa infantil Entretenidos, exitoso espacio que compartía con "Ohmar", un títere venido de otro planeta, interpretado por el actor Gino Balocchi y que permaneció al aire hasta fines de 1998. El programa obtuvo una nominación al Premio APES a Mejor Programa Infantil. Durante ese período, en 1996 reemplazó a Savka Pollak durante su embarazo en el programa infantil Club de amigos de La Red alcanzando altos niveles de sintonía.
En 1997 condujo Sigamos Juntos en Radio Minería junto a la Dra. María Luisa Cordero, Loreto Valenzuela, Jaime Godoy y María Isabel Diez y en 1999 animó La Noche de Agricultura junto a Gladys Cárdenas en Radio Agricultura y en 2001 ingresó a Radio Caracol Música, donde realizó el programa Más vale tarde, proyecto con el cual obtuvo el Premio APES en la categoría de Mejor Locutora Radial

## Letras
Como periodista, Mary Rogers trabajó como columnista del diario La Tercera (1986), escribió además para ACHIB (Agrupación Chilena de Blogs) y para la desaparecida revista Mujernoticias de la cual fue editora (2003-2007). Desde 2010 escribe artículos de manera independiente para diversos medios en México, Australia, Inglaterra y España. 
Aunque la literatura siempre ha sido parte de su vida, recién en 2008 se decidió de manera activa a la publicación de esta, con Fango Azul, su primera novela. 
El año 2021 cursa el Diplomado de Escritura Creativa de la Pontificia Universidad Católica de Valparaíso.
Actualmente, además de la dedicación casi exclusiva a la escritura, Mary Rogers realiza variados talleres literarios desde 2001, enfocada en la educación y el fomento de la escritura independiente.
Mary Rogers integra el colectivo feminista Autoras Chilenas.

## Reconocimientos
- 1988: Mejor Figura Femenina Radial (Las Últimas Noticias)
- 1989: Figura Femenina Destacada (La Tercera)
- 1993: Mejor Programa Magazinesco, “Viña Verano” (Radio Minería de Viña del Mar)
- 1996: Nominación APES Mejor Programa Infantil, “Entretenidos”
- 1997: Finalista “Canciones para Chile”, como autora y compositora del tema “Rápido”
- 1998 y 1999: Finalista “Arica, Una Canción”, como autora de los temas “Contradicción” y “No Puedo Mentir”, respectivamente.
- 2001: Premio APES, Mejor Locutora Radial

## Reconocimientos Literarios
- 2018: Beca Creación Fondo del Libro https://www.cultura.gob.cl/ Archivado el 3 de marzo de 2016 en Wayback Machine., por "La cofradía de la luz", novela juvenil.
- 2022: "La gente triste no tiene piedad" es nominado a Mejor libro del año por Qué Leo Forestal.
- 2023: "La cofradía de la luz", novela infantojuvenil figura entre los 22 libros elegidos por el Ministerio de las Culturas, las Artes y el Patrimonio, para ser distribuido en todas las bibliotecas públicas del país.
- 2024: Finalista del XVVV Premis literaris CONSTANTÍ 2024, Histories de rádio, con el relato "Mis días de Radio"
- 2025: Selección de "Bobby" para LA FÁBRICA DE CUENTOS de Radio Universidad de Chile

## Obras
- 1997: "Larga distancia", cuento. Publicado en el suplemento literario del Diario La República de Montevideo, Uruguay.
- 2008: "Partes del juego (cuentos cortos para noches largas)", Independiente
- 2008: "Entre Radios y Medianoche", crónica. Independiente
- 2008: "Fango azul", novela. Independiente
- 2011: "Hasta en las mejores familias", cuento (Antología de Cuentos en Movimiento)
- 2020: "La casa de Kyteler", Desastre Natural Ediciones
- 2020: "Amores desesperados", (reedición del libro Fango Azul), Bartholin Ediciones
- 2020: "Todo está bien", cuento (Antología "1 Byte de horror"), Quarks Editorial (Perú)
- 2020: "No somos invisibles" (tres microcuentos en la antología de microcuentistas latinoamericanas), Editorial Luvina (Argentina)
- 2021: "La cofradía de la luz", Ediciones del Gato
- 2022: "La gente triste no tiene piedad", Editorial Prueba de Galeras (Argentina)